# Paratheria prostrata
Paratheria prostrata är en gräsart som beskrevs av August Heinrich Rudolf Grisebach. Paratheria prostrata ingår i släktet Paratheria och familjen gräs. Inga underarter finns listade i Catalogue of Life.